# Koroliov (Rússia)
Koroliov (russo:  Королёв; pronúncia mais próxima ao russo: "Karalhóv"), é uma cidade industrial perto de Moscou, conhecida como o berço da exploração espacial. Foi fundada originalmente como Kaliningrado (russo:  Калининград) pelo engenheiro ucraniano Sergei Koroliov para reunir as atividades das diversas pessoas do programa de exploração espacial.
Hoje em dia, Koroliov é uma das maiores cidades da região de Moscou. A principal empresa da cidade é Energiya Rocket and Space Complex, mas existem diversas outras empresas e atividades na cidade.

## Visão geral
Koroliov (fundada em 26 de dezembro de 1938; até 8 de julho de 1996 - Kaliningrado) - uma cidade na região de Moscou, na Rússia, cidade da ciência (desde 12 de abril de 2001). População - 224.348 pessoas (2021). A maior cidade científica em termos de população. Koroliov é muitas vezes chamada não oficialmente de capital espacial da Rússia.
A cidade de subordinação regional forma o distrito urbano de mesmo nome como único povoado em sua composição.
Em maio de 2014, a cidade abolida de Yubileyny foi incluída na cidade (o motivo da unificação foi a falta de espaço para o desenvolvimento da cidade de Koroliov). O governador da região de Moscou não descartou anteriormente que os territórios dos municípios adjacentes seriam adicionados ao distrito unido.

## Origem do nome
A vila de Podlipki surgiu como residência de verão no final do século XIX, desde então seu nome mudou três vezes: a vila de Kalininsky (depois de 1928), a cidade de Kaliningrado (depois de 1938), Koroliov (depois de 1996). O nome "Koroliov" foi dado em homenagem ao projetista de foguetes e sistemas espaciais Sergei Koroliov, que chefiou o Departamento 3 do Special Design Bureau NII-88 (então OKB-1), localizado nesta cidade, e Kalinin ou Kaliningrado - pelo nome da grande figura do partido M. I. Kalinin, que participou ativamente das atividades da fábrica de artilharia número 8 nas décadas de 1920 a 1930. O nome Kalinin foi dado à planta em 1922.